# Nicolae Ceaușescu
Nicolae Ceaușescu (født 26. januar 1918 i Scorniceşti, død 25. december 1989 i Târgoviște) var en rumænsk kommunistisk politiker, som var Rumæniens leder fra 1965 til 1989.
Nicolae Ceaușescu blev medlem af det rumænske kommunistparti i 1933. I 1965 blev han partiets generalsekretær, og 1967 blev han Rumæniens præsident. Ceaușescu førte en udenrigspolitik, der gav anledning til en vis bekymring i Moskva; han fordømte den sovjetiske invasion af Tjekkoslovakiet i 1968 og afslog en anmodning om at sende tropper, der skulle hjælpe med at nedkæmpe oprøret. Hans beslutning gjorde ham meget populær i Vesten. Indenrigspolitisk var Ceaușescu en brutal diktator, der herskede med hjælp af det frygtede politiske politi Securitate.
Ceaușescus styre var præget af den enorme personkult, som det lykkedes ham at skabe omkring sig selv. Han belastede landets økonomi med meget dyre prestigeprojekter, og Rumænien udviklede sig til et af de fattigste og mest tilbagestående lande i Europa. Mens Ceaușescu levede i luksus sammen med sin familie, levede store dele af befolkningen i dyb fattigdom. Hans kone Elena Ceaușescu havde for eksempel 3.000 par sko. Ceaușescu var en ofte hensynsløs diktator, som systematisk forfulgte anderledes tænkende og minoriteter gennem sit sikkerhedspoliti Securitate. Hovedparten af befolkningen havde en negativ holdning til Ceaușescus styre. Kun meget få vovede at protestere åbent af frygt for repressalier.[kilde mangler]
Nicolae Ceaușescu blev ved et statsbesøg i Danmark dekoreret med Elefantordenen, men fik den frataget i 1989, samme år som han blev henrettet.
Som det var tilfældet i mange andre lande i Østeuropa, gjorde befolkningen oprør mod det kommunistiske styre i slutningen af 1980'erne. I Rumænien udviklede oprøret sig imidlertid betydeligt blodigere end i andre østeuropæiske lande. Dråben der i Rumænien fik bægeret til at flyde over, var Ceaușescus ordre om at skyde ubevæbnede demonstranter i Timișoara. Han holdt sin sidste tale 21. dec. 1989. Ceaușescu flygtede i helikopter, men blev kort efter taget til fange og stillet for en militærdomstol, anklaget for blandt andet folkedrab. Efter en summarisk, ikke helt retsstatslig rettergang blev ægteparret Ceaușescu henrettet ved skydning den 25. december 1989 i Târgoviște.[kilde mangler]
Diktatorparret Elena & Nicolae Ceaușescu blev tiltalt for åben tv-skærm, og kunne ses direkte i Danmark. Henrettelsen blev ikke vist, men ligene blev vist frem.